# The Mirror (Spooky Tooth)
The Mirror è un album in studio del gruppo musicale britannico Spooky Tooth, pubblicato nel 1974.

## Tracce
Side 1
1. Fantasy Satisfier (Mick Jones, Gary Wright) – 4:37
2. Two Time Love (Jones, Mike Patto, Wright) – 3:30
3. Kyle (Wright, with Splinter – Bill Elliott, Bob Purvis) – 3:36
4. Women and Gold (Wright) – 3:36
5. Higher Circles (Wright) – 5:23

Side 2
1. Hell or High Water (Patto, Wright) – 5:07
2. I'm Alive (Wright) – 4:12
3. The Mirror (Jones, Patto, Wright) – 5:21
4. The Hoofer (Patto, Wright) – 3:57

## Formazione
- Mike Patto – voce, piano elettrico, clavinet, organo
- Mick Jones – chitarra, percussioni, cori
- Gary Wright – voce, piano, clavinet, organo, sintetizzatore
- Val Burke – basso, voce, cori
- Bryson Graham – batteria
- James SK Wān – cetra